# Eleanor Harvey
Eleanor Harvey (født 14. januar 1995) er en canadisk fægter, som konkurrerer i kårde.
Hun representerte Canada under sommer-OL 2016 i Rio de Janeiro, hvor hun blev udslået i kvartfinalen.
Under sommer-OL 2020 i Tokyo, som blev arrangeret i 2021 blev hun udslået i ottendedelsfinalen i den individuelle konkurrence.
Under sommer-OL 2024, som blev afholdt i Paris, hvor hun vandt bronze.